# Volta ciclista a Espanya

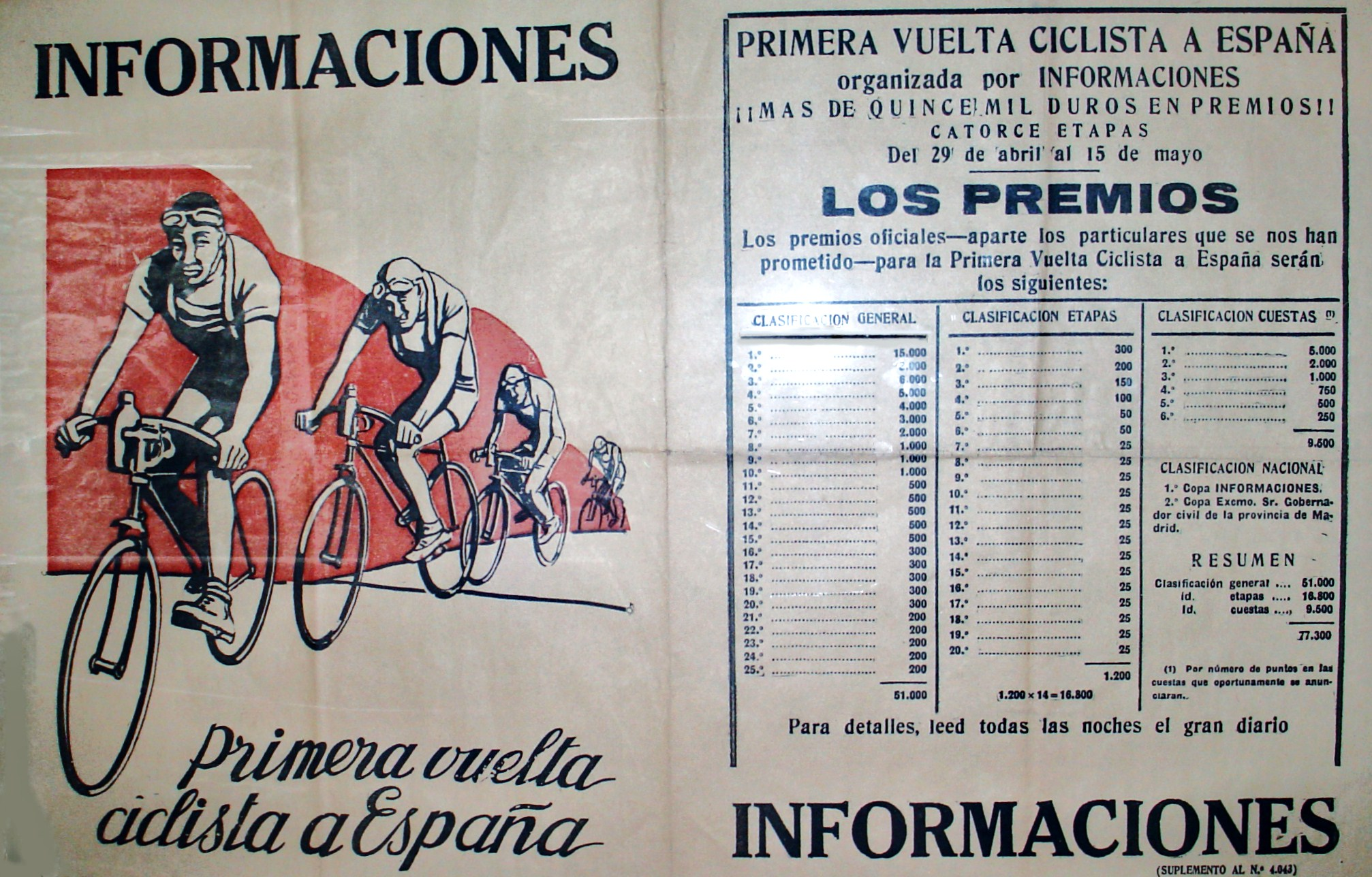
Pàgines Centrals del diari "Informaciones" (1935) amb la llista de premis de la I edició de la Volta Ciclista a Espanya. Museu de Joguets i Autòmats de Verdú (Urgell).

La Volta ciclista a Espanya és una competició ciclista en ruta per etapes disputada a Espanya. La primera edició es va fer l'any 1935 al llarg de 3.431 km de recorregut i la va guanyar el belga Gustaaf Deloor en un temps de 150 h 07' 54", rodant a una mitjana de 28,591 km/h. Junt amb el Tour de França i el Giro d'Itàlia és una de les tres grans voltes ciclistes de l'any.
Es tracta d'una competició de 3 setmanes, que se sol disputar actualment a cavall d'agost i setembre, amb una distància a recórrer d'uns 3.000 km en unes 20 etapes. L'última etapa sol acabar tradicionalment a Madrid.
Roberto Heras amb quatre victòries, és el ciclista amb més victòries a la Volta a Espanya, tot i que la del 2005 no ha estat exempta de polèmica. que han guanyat més edicions de la Vuelta. Com passa al Tour de França i al Giro d'Itàlia el ciclista líder duu un mallot que l'identifica, essent en el cas espanyol el denominat mallot vermell.

## Rècords
- Major nombre de victòries: Roberto Heras i Primož Roglič 4
- Major nombre de victòries d'etapa: Delio Rodríguez, 39
- Major nombre de victòries d'etapa en una mateixa edició: Freddy Maertens l'any 1977, 13
- Major nombre de victòries d'etapes contrarellotge: Abraham Olano, Alex Zülle, Tony Rominger i Melcior Mauri, 6
- Major nombre de victòries per país: Espanya, 28
- Major nombre de dies com a líder: Alex Zülle, 45
- Major nombre de victòries a la classificació de la muntanya: Josep Lluís Laguía, 5
- Major nombre de victòries a la classificació per punts: Sean Kelly, Laurent Jalabert i Alejandro Valverde 4
- Major nombre de victòries a la classificació de metes volants: Miquel Àngel Iglesias, 5
- Màxima diferència entre el primer i el segon classificat: Delio Rodríguez sobre Julián Berrendero l'any 1945, 30' 8"
- Mínima diferència entre el primer i el segon classificat: Eric Caritoux sobre Alberto Fernández l'any 1984, 6"
- Major nombre de participants: 2002, 207
- Menor nombre de participants: 1941, 32
- Edició més llarga: 1941, 4.442 km
- Edició més curta: 1963, 2.419 km
- Edició més ràpida: 2001, 42,534 km/h
- Edició més lenta: 1941, 26,262 km/h

## Palmarès
| Any                                                  | Vencedor                         | Segon                               | Tercer                             |
| ---------------------------------------------------- | -------------------------------- | ----------------------------------- | ---------------------------------- |
| 1935                                                 | Gustaaf Deloor                   | Marià Cañardo i Lacasta             | Antoine Dignef                     |
| 1936                                                 | Gustaaf Deloor                   | Alfons Deloor                       | Antonio Bertola                    |
| 1937-1940 no disputada per la Guerra Civil espanyola |                                  |                                     |                                    |
| 1941                                                 | Julián Berrendero Martín         | Fermín Trueba Pérez                 | José Jabardo Zaragoza              |
| 1942                                                 | Julián Berrendero Martín         | Diego Cháfer                        | Francisco Antonio Andrés           |
| 1943-1944 no disputada per la Segona Guerra Mundial  |                                  |                                     |                                    |
| 1945                                                 | Delio Rodríguez Barros           | Julián Berrendero Martín            | Joan Gimeno                        |
| 1946                                                 | Dalmacio Langarica Lizasoain     | Julián Berrendero Martín            | Jan Lambrichs                      |
| 1947                                                 | Edward Van Dyck                  | Manel Costa                         | Delio Rodríguez Barros             |
| 1948                                                 | Bernardo Ruiz i Navarrete        | Emilio Rodríguez Barros             | Bernat Capó Plomer                 |
| 1949 no disputada                                    |                                  |                                     |                                    |
| 1950                                                 | Emilio Rodríguez Barros          | Manuel Rodríguez Barros             | Josep Serra i Gil                  |
| 1951-1954 no disputada                               |                                  |                                     |                                    |
| 1955                                                 | Jean Dotto                       | Antonio Jiménez Quílez              | Raphaël Géminiani                  |
| 1956                                                 | Angelo Conterno                  | Jesús Loroño Artega                 | Raymond Impanis                    |
| 1957                                                 | Jesús Loroño Artega              | Federico Martín Bahamontes          | Bernardo Ruiz i Navarrete          |
| 1958                                                 | Jean Stablinski                  | Pasquale Fornara                    | Fernando Manzaneque Sánchez        |
| 1959                                                 | Antonio Suárez Vázquez           | Josep Segú i Soriano                | Rik Van Looy                       |
| 1960                                                 | Frans De Mulder                  | Armand Desmet                       | Miquel Pacheco Font                |
| 1961                                                 | Angelino Soler i Romaguera       | François Mahé                       | José Pérez Francés                 |
| 1962                                                 | Rudi Altig                       | José Pérez Francés                  | Seamus Elliott                     |
| 1963                                                 | Jacques Anquetil                 | José Martín Colmenarejo Pérez       | Miquel Pacheco Font                |
| 1964                                                 | Raymond Poulidor                 | Luis Otaño Arcelus                  | José Pérez Francés                 |
| 1965                                                 | Rolf Wolfshohl                   | Raymond Poulidor                    | Rik Van Looy                       |
| 1966                                                 | Francisco Gabicacogeascoa Ibarra | Eusebio Vélez Mendizábal            | Carlos Echeverría Zudaire          |
| 1967                                                 | Jan Janssen                      | Jean-Pierre Ducasse                 | Aurelio González Puente            |
| 1968                                                 | Felice Gimondi                   | José Pérez Francés                  | Eusebio Vélez Mendizábal           |
| 1969                                                 | Roger Pingeon                    | Jesús Luis Ocaña Pernía             | Marinus Wagtmans                   |
| 1970                                                 | Jesús Luis Ocaña Pernía          | Agustín Tamames Iglesias            | Herman Van Springel                |
| 1971                                                 | Ferdinand Bracke                 | Wilfried David                      | Jesús Luis Ocaña Pernía            |
| 1972                                                 | José Manuel Fuente Lavandera     | Miguel María Lasa                   | Agustín Tamames Iglesias           |
| 1973                                                 | Eddy Merckx                      | Jesús Luis Ocaña Pernía             | Bernard Thévenet                   |
| 1974                                                 | José Manuel Fuente Lavandera     | Joaquim Agostinho                   | Miguel María Lasa                  |
| 1975                                                 | Agustín Tamames Iglesias         | Domingo Perurena Telletxea          | Miguel María Lasa                  |
| 1976                                                 | Josep Pesarrodona Altimira       | Jesús Luis Ocaña Pernía             | José Nazábal Mimendia              |
| 1977                                                 | Freddy Maertens                  | Miguel María Lasa                   | Klaus-Peter Thaler                 |
| 1978                                                 | Bernard Hinault                  | Josep Pesarrodona Altimira          | Jean-René Bernaudeau               |
| 1979                                                 | Joop Zoetemelk                   | Francisco Galdós Gauna              | Michel Pollentier                  |
| 1980                                                 | Faustino Rupérez Rincón          | Pedro Torres Cruces                 | Claude Criquielion                 |
| 1981                                                 | Giovanni Battaglin               | Pedro Muñoz                         | Vicent Belda i Vicedo              |
| 1982                                                 | Marino Lejarreta Arrizabalaga    | Michel Pollentier                   | Sven-Åke Nilsson                   |
| 1983                                                 | Bernard Hinault                  | Marino Lejarreta Arrizabalaga       | Alberto Fernández Blanco           |
| 1984                                                 | Éric Caritoux                    | Alberto Fernández Blanco            | Raimund Dietzen                    |
| 1985                                                 | Pedro Delgado                    | Robert Millar                       | José Francisco Rodríguez Maldonado |
| 1986                                                 | Álvaro Pino Couñago              | Robert Millar                       | Sean Kelly                         |
| 1987                                                 | Luis Alberto Herrera Herrera     | Raimund Dietzen                     | Laurent Fignon                     |
| 1988                                                 | Sean Kelly                       | Raimund Dietzen                     | Anselmo Fuerte Abelenda            |
| 1989                                                 | Pedro Delgado                    | Fabio Enrique Parra Pinto           | Óscar de Jesús Vargas Restrepo     |
| 1990                                                 | Marco Giovannetti                | Pedro Delgado                       | Anselmo Fuerte Abelenda            |
| 1991                                                 | Melcior Mauri i Prat             | Miguel Indurain Larraya             | Marino Lejarreta Arrizabalaga      |
| 1992                                                 | Tony Rominger                    | Jesús Montoya Alarcón               | Pedro Delgado                      |
| 1993                                                 | Tony Rominger                    | Alex Zülle                          | Laudelino Cubino González          |
| 1994                                                 | Tony Rominger                    | Mikel Zarrabeitia Uranga            | Pedro Delgado                      |
| 1995                                                 | Laurent Jalabert                 | Abraham Olano Manzano               | Johan Bruyneel                     |
| 1996                                                 | Alex Zülle                       | Laurent Dufaux                      | Tony Rominger                      |
| 1997                                                 | Alex Zülle                       | Fernando Escartín Coti              | Laurent Dufaux                     |
| 1998                                                 | Abraham Olano Manzano            | Fernando Escartín Coti              | José María Jiménez Sastre          |
| 1999                                                 | Jan Ullrich                      | Igor González de Galdeano Aranzábal | Roberto Heras Hernández            |
| 2000                                                 | Roberto Heras Hernández          | Ángel Luis Casero Moreno            | Pàvel Tonkov                       |
| 2001                                                 | Ángel Luis Casero Moreno         | Óscar Sevilla Rivera                |                                    |
| 2002                                                 | Aitor González Jiménez           | Roberto Heras Hernández             | Joseba Beloki Dorronsoro           |
| 2003                                                 | Roberto Heras Hernández          | Isidro Nozal Vega                   | Alejandro Valverde Belmonte        |
| 2004                                                 | Roberto Heras Hernández          | Santiago Pérez Fernández            | Francisco Mancebo Pérez            |
| 2005                                                 | Roberto Heras Hernández          | Denís Ménxov                        | Carlos Sastre Candil               |
| 2006                                                 | Alekszandr Vinokurov             | Alejandro Valverde Belmonte         | Andrei Kàixetxkin                  |
| 2007                                                 | Denís Ménxov                     | Carlos Sastre Candil                | Samuel Sánchez González            |
| 2008                                                 | Alberto Contador Velasco         | Levi Leipheimer                     | Carlos Sastre Candil               |
| 2009                                                 | Alejandro Valverde Belmonte      | Samuel Sánchez González             | Cadel Evans                        |
| 2010                                                 | Vincenzo Nibali                  | Peter Velits                        | Joaquim Rodríguez i Oliver         |
| 2011                                                 | Christopher Froome               | Bradley Wiggins                     | Bauke Mollema                      |
| 2012                                                 | Alberto Contador Velasco         | Alejandro Valverde Belmonte         | Joaquim Rodríguez i Oliver         |
| 2013                                                 | Christopher Horner               | Vincenzo Nibali                     | Alejandro Valverde Belmonte        |
| 2014                                                 | Alberto Contador Velasco         | Christopher Froome                  | Alejandro Valverde Belmonte        |
| 2015                                                 | Fabio Aru                        | Joaquim Rodríguez i Oliver          | Rafał Majka                        |
| 2016                                                 | Nairo Quintana Rojas             | Christopher Froome                  | Esteban Chaves Rubio               |
| 2017                                                 | Christopher Froome               | Vincenzo Nibali                     | Ilnur Zakarin                      |
| 2018                                                 | Simon Yates                      | Enric Mas Nicolau                   | Miguel Ángel López Moreno          |
| 2019                                                 | Primož Roglič                    | Alejandro Valverde Belmonte         | Tadej Pogačar                      |
| 2020                                                 | Primož Roglič                    | Richard Carapaz Montenegro          | Hugh Carthy                        |
| 2021                                                 | Primož Roglič                    | Enric Mas Nicolau                   | Jack Haig                          |
| 2022                                                 | Remco Evenepoel                  | Enric Mas Nicolau                   | Juan Ayuso Pesquera                |
| 2023                                                 | Sepp Kuss                        | Jonas Vingegaard                    | Primož Roglič                      |
| 2024                                                 | Primož Roglič                    | Ben O'Connor                        | Enric Mas Nicolau                  |
| 2025                                                 |                                  |                                     |                                    |